# José Miguel Echavarri
José Miguel Echavarri García (Abárzuza, Navarra, 10 de octubre de 1947) es un exciclista y director deportivo español que está libre desde el año 2008 tras abandonar la disciplina del equipo Illes Balears/Caisse d'Epargne, como ciclista ejerció desde 1969 hasta 1971.
Tras dirigir al equipo aficionado de Reynolds, fue el seleccionador del equipo amateur de la Federación Española en 1977 en la Vuelta a Uruguay, tras ello regreso al Reynolds con el que dio el salto al profesionalismo, prosiguió en su labor de director deportivo en su sucesor Banesto, pasando posteriormente a ser el Mánager General del equipo, Dicha labor la siguió ejerciendo ya con exclusividad en el equipo ciclista profesional Caisse d'Epargne, junto con Eusebio Unzué, con quien realizó toda su carrera deportiva desde el año 1978.
El equipo Caisse d'Epargne mantiene la misma estructura del antiguo equipo ciclista Banesto, que ha sufrido durante el tiempo varios cambios de denominación por la llegada de nuevos patrocinadores (iBanesto.com, Illes Balears). Anteriormente, el equipo Banesto se denominó Reynolds.
Echavarri fue el director y verdadero impulsor de la época dorada de Reynolds y Banesto, con los 5 Tours de Francia consecutivos ganados por Miguel Induráin como máximo exponente. Otros éxitos con Echávarri como director fueron los conseguidos por Ángel Arroyo o Perico Delgado.
En 2008 Echavarri decidió desvincularse del mundo del ciclismo.
En reconocimiento a toda su trayectoria deportiva fue galardonado con la Medalla de Oro al Mérito Deportivo de Navarra.

## Palmarés como ciclista
No consiguió ninguna victoria como ciclista profesional.

## Resultados en Grandes Vueltas y Campeonato del Mundo
Durante su carrera deportiva ha conseguido los siguientes puestos en las Grandes Vueltas y en los Campeonatos del Mundo en carretera:
| Carrera         | 1969 | 1970 | 1971 |
| --------------- | ---- | ---- | ---- |
| Giro de Italia  | -    | -    | -    |
| Tour de Francia | -    | -    | -    |
| Vuelta a España | -    | -    | -    |
| Mundial en Ruta | -    | -    | -    |

-: No participa

## Equipos
- Bic (1969-1970)
- Porto (1971)

## Principal palmarés como director deportivo
- 7 ediciones del Tour de Francia (Pedro Delgado: 1988), (Miguel Induráin: 1991, 1992, 1993, 1994 y 1995), (Óscar Pereiro: 2006)
- 2 ediciones del Giro de Italia (Miguel Induráin: 1992 y 1993)
- 2 ediciones de la Vuelta a España (Pedro Delgado: 1989) y (Abraham Olano: Vuelta a España 1998)
- 9 Generales de Montaña de la Vuelta a España: 1981 - 1982 - 1983 - 1985 - 1986 (José Luis Laguía) 1997 - 1998 - 1999 - 2001 (José María Jiménez)
- Clasificación por puntos de la Vuelta a España 2001 (José María Jiménez)
- Ranking UCI 1993 (Miguel Induráin)
- Dauphiné Libéré 1996 (Miguel Induráin)
- Flecha Valona 2006 (Alejandro Valverde)
- Lieja-Bastogne-Lieja 2006 (Alejandro Valverde)
- 2 UCI ProTour 2006 -2007 (Alejandro Valverde)

## Premios, reconocimientos y distinciones
- Medalla de Plata de la Real Orden del Mérito Deportivo, otorgada por el Consejo Superior de Deportes (1999)